# 下山学園高等学校
下山学園高等学校（しもやまがくえんこうとうがっこう）は、青森県北津軽郡鶴田町に所在する私立高等学校。設置者は学校法人下山学園。
2023年4月10日に学校法人下山学園は鶴田町との間で旧青森県立鶴田高等学校の土地・建物の使用貸借契約を締結し、翌4月11日に所在地を移転した。
移転したことにともない、校名も五所川原商業高等学校から2024年度から下山学園高等学校に変更した。

## 沿革
- 1954年（昭和29年）

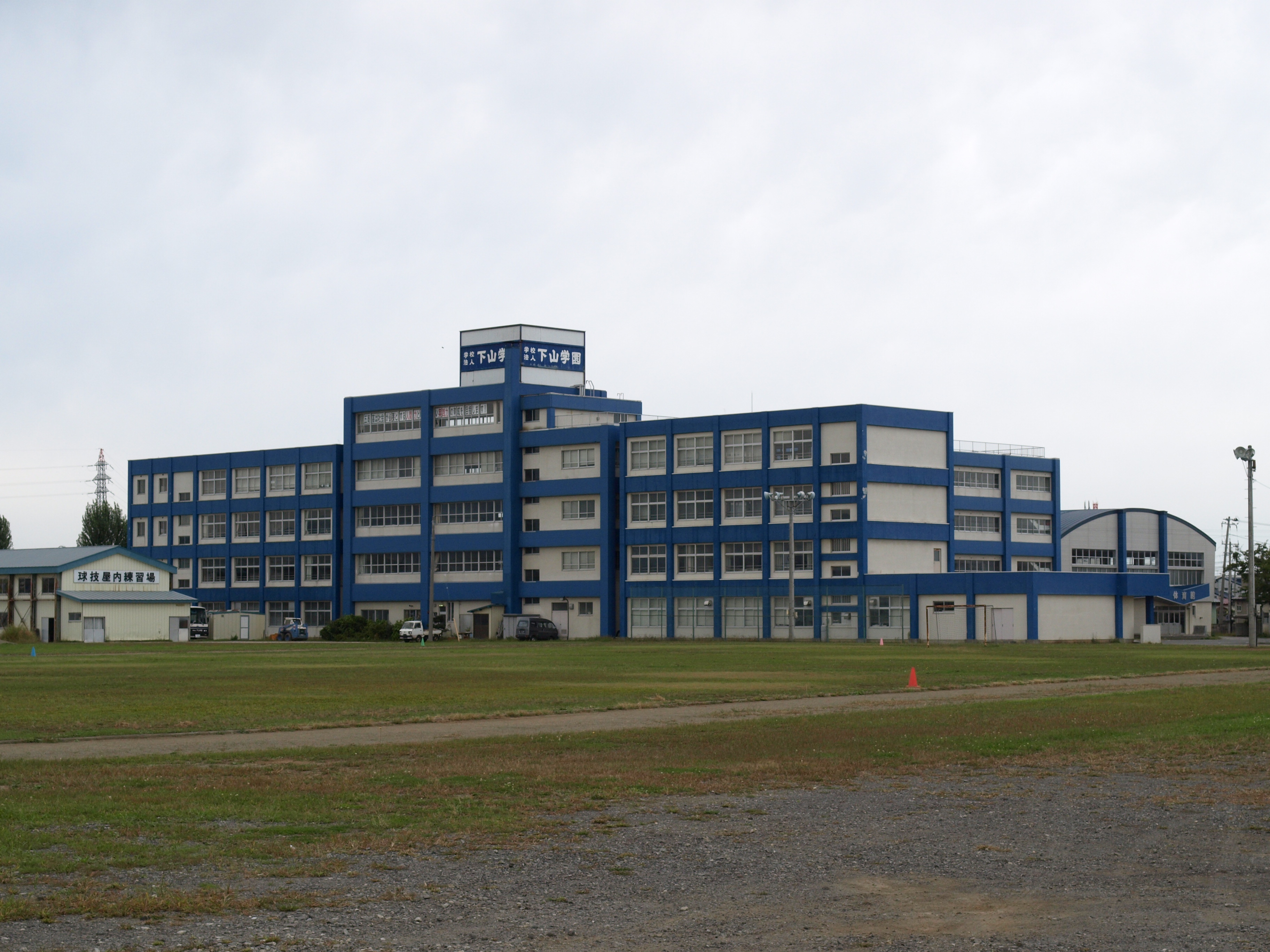
移転前の五所川原商業高等学校校舎

  - 3月6日 - 五所川原実業高等学院として発足。商業科設置。
  - 4月1日 - 市内新町の日本洋裁専門学院を借用して開校。当時は、男子校だった。
- 1956年（昭和31年）11月 - 五所川原商業学校と改称。
- 1957年（昭和32年）
  - 10月29日 - 学校法人下山学園五所川原商業高等学校に改組、改編（商業科全日制）。
  - 11月 - 田町に校舎新築落成。
- 1963年（昭和38年）3月31日 - 現在地に第二校舎第一期工事完成。
- 1964年（昭和39年）3月31日 - 第二期工事完成。
- 1965年（昭和40年）3月31日 - 体育館兼講堂完成。
- 1969年（昭和44年）
  - 4月1日 - 商業科農業経営コース設置。
  - 7月1日  - 電子計算室等落成。
- 1971年（昭和46年）
  - 3月31日 - 商業科農業経営コース廃止。
  - 4月1日 - 男女共学実施。
- 1988年（昭和63年） - 相撲部が男子団体戦において全国制覇を果たす。
- 2002年（平成14年） - アドバンストコース、エキスパートコースを設置。
- 2023年（令和5年）4月11日 - 青森県立鶴田高等学校の跡地に移転[1]。
- 2024年（令和6年）4月1日 - 学校法人下山学園下山学園高等学校に名称を変更。商業科と普通科を設置。

## 設置学科
- 全日制課程 商業科、普通科

## 校地移転
2023年（令和5年）3月末の青森県立鶴田高等学校の閉校後、同校の土地と建物は青森県から鶴田町に無償譲渡されることになり、下山学園と鶴田町は同校の跡地（青森県北津軽郡鶴田町大字鶴田字小泉369-1）に「下山学園・五所川原商業高校」を移転することで合意し、4月11日の始業式から利用を開始した。

## 交通アクセス
2023年4月11日から
- JR東日本五能線陸奥鶴田駅から、徒歩約820m・約13分（駅地下連絡通路を通った場合）。
- 弘南バス五所川原 - 弘前線「鶴田駅通り」バス停下車後、徒歩約1040m・約16分（陸奥鶴田駅地下連絡通路を通った場合）。

2023年4月10日まで
- JR東日本五能線五所川原駅から、徒歩約1500m・約17分。

## 著名な出身者
- 旭富士正也 - 大相撲力士、第63代横綱
- 宝富士大輔 - 大相撲力士、旭富士の弟子
- 菊池日菜[4] - 卓球選手、モデル[5]
- 山谷春翔 - 五所川原エフエムパーソナリティ 、元アイドル（アルプスおとめ）

## 参考資料
- 『青森県教育史 別巻』（青森県教育委員会・1973年12月20日発行）「学校沿革 高等学校」978頁 - 979頁「五所川原商業高等学校」